# Strephonota carteia
Strephonota carteia is een vlinder uit de familie van de Lycaenidae. De wetenschappelijke naam van de soort is voor het eerst geldig gepubliceerd in 1870 door William Chapman Hewitson. De soort komt voor in het Amazonebekken in Zuid-Amerika.